# 아스트로네스트 2
아스트로네스트 2(Astronest II)는 우주를 배경으로 둔 웹 기반 게임이다. 플레이어는 어느 한 종족을 선택하고, 모성을 하나 가지게 되며, 그곳에서 함선을 생산하고 기술을 개발할 수 있다. 사용자는 다른 플레이어들과 전쟁을 통해 더욱 강력하고 부강한 별로 만들어 나갈 수 있다.
2013년 1월 18일 금요일 이후로 아스트로네스트2 게임서비스 및 웹 서비스 운영 종료 예정임을 발표하였다.
출처